# Bailovo, Sofia
Bailovo (în bulgară Байлово) este un sat în comuna Gorna Malina, regiunea Sofia,  Bulgaria.

## Demografie
Componența etnică a satului Bailovo
     Bulgari (90,2%)
     Nicio identificare (9,79%)
     Altele (0%)
La recensământul din 2011, populația satului Bailovo era de 286 locuitori. Din punct de vedere etnic, majoritatea locuitorilor (90,2%) erau bulgari. Pentru 9,79% din locuitori nu este cunoscută apartenența etnică.